# 960 до н. е.

## Події

### Єгипет
- Початок правління останнього фараона XXI династії Псусенеса II.

## Померли
- Сіамон, фараон XXI династії Стародавнього Єгипту.